# Таск-монстр
Таск-монстр (англ. monster) — рекордная шахматная задача с максимальной длиной решения. Существуют несколько рекордов длины в различных типах задач — в ортодоксальной, неортодоксальной и сказочной композиции. Видным мастером этого жанра был Отто Титус Блати. 
Среди ортодоксальных задач без дуалей, при легальной начальной позиции и использовании обычного комплекта фигур, рекорд принадлежит английским проблемистам Дж. Морсу и Д. Хетерингтону, которые добавили один ход к опубликованной в Thema Danicum в 1981 году 226-ходовой задаче Вальтера Йёргенсена. При условии допустимости дуалей и сверхкомплектных фигур рекорд установлен Ненадом Петровичем в задаче на мат в 270 ходов (Problem, 1969 год), где в начальной позиции у белых 3 слона, а в финале присутствуют многочисленные дуали.
В докомпьютерную эпоху считалось, что для достижения максимальной длины решения требуется задействовать очень большое количество фигур, откуда и появилось определение «монстр» для таких задач. После появления компьютерных баз данных шахматных окончаний выяснилось, что уже в 7-фигурном эндшпиле существует немало позиций, в которых мат даётся намного более длинным путём по сравнению со всеми известными предыдущими задачами. Текущий компьютерный рекорд длины игры до мата — 549 ходов. Однако эта и другие найденные компьютером рекордные позиции содержат большое число существенных дуалей (неоднозначных ответов белых на сильнейший ход чёрных), поэтому их по определению нельзя считать шахматными задачами. 

## Задача Йёргенсена
|   | a | b | c | d | e | f | g | h |   |
| - | --- | --- | --- | --- | --- | --- | --- | --- | - |
| 8 | b8 белый конь · e8 белый ферзь · a7 чёрная пешка · h7 чёрный конь · a6 чёрная пешка · g6 чёрный конь · a5 чёрная пешка · c5 чёрная пешка · f5 чёрная ладья · g5 чёрная пешка · h5 чёрный слон · a4 чёрная пешка · f4 чёрный король · h4 чёрная ладья · a3 белый король · c3 белая пешка · h3 чёрная пешка · c2 белая пешка · d2 белая пешка · g1 белый слон | b8 белый конь · e8 белый ферзь · a7 чёрная пешка · h7 чёрный конь · a6 чёрная пешка · g6 чёрный конь · a5 чёрная пешка · c5 чёрная пешка · f5 чёрная ладья · g5 чёрная пешка · h5 чёрный слон · a4 чёрная пешка · f4 чёрный король · h4 чёрная ладья · a3 белый король · c3 белая пешка · h3 чёрная пешка · c2 белая пешка · d2 белая пешка · g1 белый слон | b8 белый конь · e8 белый ферзь · a7 чёрная пешка · h7 чёрный конь · a6 чёрная пешка · g6 чёрный конь · a5 чёрная пешка · c5 чёрная пешка · f5 чёрная ладья · g5 чёрная пешка · h5 чёрный слон · a4 чёрная пешка · f4 чёрный король · h4 чёрная ладья · a3 белый король · c3 белая пешка · h3 чёрная пешка · c2 белая пешка · d2 белая пешка · g1 белый слон | b8 белый конь · e8 белый ферзь · a7 чёрная пешка · h7 чёрный конь · a6 чёрная пешка · g6 чёрный конь · a5 чёрная пешка · c5 чёрная пешка · f5 чёрная ладья · g5 чёрная пешка · h5 чёрный слон · a4 чёрная пешка · f4 чёрный король · h4 чёрная ладья · a3 белый король · c3 белая пешка · h3 чёрная пешка · c2 белая пешка · d2 белая пешка · g1 белый слон | b8 белый конь · e8 белый ферзь · a7 чёрная пешка · h7 чёрный конь · a6 чёрная пешка · g6 чёрный конь · a5 чёрная пешка · c5 чёрная пешка · f5 чёрная ладья · g5 чёрная пешка · h5 чёрный слон · a4 чёрная пешка · f4 чёрный король · h4 чёрная ладья · a3 белый король · c3 белая пешка · h3 чёрная пешка · c2 белая пешка · d2 белая пешка · g1 белый слон | b8 белый конь · e8 белый ферзь · a7 чёрная пешка · h7 чёрный конь · a6 чёрная пешка · g6 чёрный конь · a5 чёрная пешка · c5 чёрная пешка · f5 чёрная ладья · g5 чёрная пешка · h5 чёрный слон · a4 чёрная пешка · f4 чёрный король · h4 чёрная ладья · a3 белый король · c3 белая пешка · h3 чёрная пешка · c2 белая пешка · d2 белая пешка · g1 белый слон | b8 белый конь · e8 белый ферзь · a7 чёрная пешка · h7 чёрный конь · a6 чёрная пешка · g6 чёрный конь · a5 чёрная пешка · c5 чёрная пешка · f5 чёрная ладья · g5 чёрная пешка · h5 чёрный слон · a4 чёрная пешка · f4 чёрный король · h4 чёрная ладья · a3 белый король · c3 белая пешка · h3 чёрная пешка · c2 белая пешка · d2 белая пешка · g1 белый слон | b8 белый конь · e8 белый ферзь · a7 чёрная пешка · h7 чёрный конь · a6 чёрная пешка · g6 чёрный конь · a5 чёрная пешка · c5 чёрная пешка · f5 чёрная ладья · g5 чёрная пешка · h5 чёрный слон · a4 чёрная пешка · f4 чёрный король · h4 чёрная ладья · a3 белый король · c3 белая пешка · h3 чёрная пешка · c2 белая пешка · d2 белая пешка · g1 белый слон | 8 |
| 7 | b8 белый конь · e8 белый ферзь · a7 чёрная пешка · h7 чёрный конь · a6 чёрная пешка · g6 чёрный конь · a5 чёрная пешка · c5 чёрная пешка · f5 чёрная ладья · g5 чёрная пешка · h5 чёрный слон · a4 чёрная пешка · f4 чёрный король · h4 чёрная ладья · a3 белый король · c3 белая пешка · h3 чёрная пешка · c2 белая пешка · d2 белая пешка · g1 белый слон | b8 белый конь · e8 белый ферзь · a7 чёрная пешка · h7 чёрный конь · a6 чёрная пешка · g6 чёрный конь · a5 чёрная пешка · c5 чёрная пешка · f5 чёрная ладья · g5 чёрная пешка · h5 чёрный слон · a4 чёрная пешка · f4 чёрный король · h4 чёрная ладья · a3 белый король · c3 белая пешка · h3 чёрная пешка · c2 белая пешка · d2 белая пешка · g1 белый слон | b8 белый конь · e8 белый ферзь · a7 чёрная пешка · h7 чёрный конь · a6 чёрная пешка · g6 чёрный конь · a5 чёрная пешка · c5 чёрная пешка · f5 чёрная ладья · g5 чёрная пешка · h5 чёрный слон · a4 чёрная пешка · f4 чёрный король · h4 чёрная ладья · a3 белый король · c3 белая пешка · h3 чёрная пешка · c2 белая пешка · d2 белая пешка · g1 белый слон | b8 белый конь · e8 белый ферзь · a7 чёрная пешка · h7 чёрный конь · a6 чёрная пешка · g6 чёрный конь · a5 чёрная пешка · c5 чёрная пешка · f5 чёрная ладья · g5 чёрная пешка · h5 чёрный слон · a4 чёрная пешка · f4 чёрный король · h4 чёрная ладья · a3 белый король · c3 белая пешка · h3 чёрная пешка · c2 белая пешка · d2 белая пешка · g1 белый слон | b8 белый конь · e8 белый ферзь · a7 чёрная пешка · h7 чёрный конь · a6 чёрная пешка · g6 чёрный конь · a5 чёрная пешка · c5 чёрная пешка · f5 чёрная ладья · g5 чёрная пешка · h5 чёрный слон · a4 чёрная пешка · f4 чёрный король · h4 чёрная ладья · a3 белый король · c3 белая пешка · h3 чёрная пешка · c2 белая пешка · d2 белая пешка · g1 белый слон | b8 белый конь · e8 белый ферзь · a7 чёрная пешка · h7 чёрный конь · a6 чёрная пешка · g6 чёрный конь · a5 чёрная пешка · c5 чёрная пешка · f5 чёрная ладья · g5 чёрная пешка · h5 чёрный слон · a4 чёрная пешка · f4 чёрный король · h4 чёрная ладья · a3 белый король · c3 белая пешка · h3 чёрная пешка · c2 белая пешка · d2 белая пешка · g1 белый слон | b8 белый конь · e8 белый ферзь · a7 чёрная пешка · h7 чёрный конь · a6 чёрная пешка · g6 чёрный конь · a5 чёрная пешка · c5 чёрная пешка · f5 чёрная ладья · g5 чёрная пешка · h5 чёрный слон · a4 чёрная пешка · f4 чёрный король · h4 чёрная ладья · a3 белый король · c3 белая пешка · h3 чёрная пешка · c2 белая пешка · d2 белая пешка · g1 белый слон | b8 белый конь · e8 белый ферзь · a7 чёрная пешка · h7 чёрный конь · a6 чёрная пешка · g6 чёрный конь · a5 чёрная пешка · c5 чёрная пешка · f5 чёрная ладья · g5 чёрная пешка · h5 чёрный слон · a4 чёрная пешка · f4 чёрный король · h4 чёрная ладья · a3 белый король · c3 белая пешка · h3 чёрная пешка · c2 белая пешка · d2 белая пешка · g1 белый слон | 7 |
| 6 | b8 белый конь · e8 белый ферзь · a7 чёрная пешка · h7 чёрный конь · a6 чёрная пешка · g6 чёрный конь · a5 чёрная пешка · c5 чёрная пешка · f5 чёрная ладья · g5 чёрная пешка · h5 чёрный слон · a4 чёрная пешка · f4 чёрный король · h4 чёрная ладья · a3 белый король · c3 белая пешка · h3 чёрная пешка · c2 белая пешка · d2 белая пешка · g1 белый слон | b8 белый конь · e8 белый ферзь · a7 чёрная пешка · h7 чёрный конь · a6 чёрная пешка · g6 чёрный конь · a5 чёрная пешка · c5 чёрная пешка · f5 чёрная ладья · g5 чёрная пешка · h5 чёрный слон · a4 чёрная пешка · f4 чёрный король · h4 чёрная ладья · a3 белый король · c3 белая пешка · h3 чёрная пешка · c2 белая пешка · d2 белая пешка · g1 белый слон | b8 белый конь · e8 белый ферзь · a7 чёрная пешка · h7 чёрный конь · a6 чёрная пешка · g6 чёрный конь · a5 чёрная пешка · c5 чёрная пешка · f5 чёрная ладья · g5 чёрная пешка · h5 чёрный слон · a4 чёрная пешка · f4 чёрный король · h4 чёрная ладья · a3 белый король · c3 белая пешка · h3 чёрная пешка · c2 белая пешка · d2 белая пешка · g1 белый слон | b8 белый конь · e8 белый ферзь · a7 чёрная пешка · h7 чёрный конь · a6 чёрная пешка · g6 чёрный конь · a5 чёрная пешка · c5 чёрная пешка · f5 чёрная ладья · g5 чёрная пешка · h5 чёрный слон · a4 чёрная пешка · f4 чёрный король · h4 чёрная ладья · a3 белый король · c3 белая пешка · h3 чёрная пешка · c2 белая пешка · d2 белая пешка · g1 белый слон | b8 белый конь · e8 белый ферзь · a7 чёрная пешка · h7 чёрный конь · a6 чёрная пешка · g6 чёрный конь · a5 чёрная пешка · c5 чёрная пешка · f5 чёрная ладья · g5 чёрная пешка · h5 чёрный слон · a4 чёрная пешка · f4 чёрный король · h4 чёрная ладья · a3 белый король · c3 белая пешка · h3 чёрная пешка · c2 белая пешка · d2 белая пешка · g1 белый слон | b8 белый конь · e8 белый ферзь · a7 чёрная пешка · h7 чёрный конь · a6 чёрная пешка · g6 чёрный конь · a5 чёрная пешка · c5 чёрная пешка · f5 чёрная ладья · g5 чёрная пешка · h5 чёрный слон · a4 чёрная пешка · f4 чёрный король · h4 чёрная ладья · a3 белый король · c3 белая пешка · h3 чёрная пешка · c2 белая пешка · d2 белая пешка · g1 белый слон | b8 белый конь · e8 белый ферзь · a7 чёрная пешка · h7 чёрный конь · a6 чёрная пешка · g6 чёрный конь · a5 чёрная пешка · c5 чёрная пешка · f5 чёрная ладья · g5 чёрная пешка · h5 чёрный слон · a4 чёрная пешка · f4 чёрный король · h4 чёрная ладья · a3 белый король · c3 белая пешка · h3 чёрная пешка · c2 белая пешка · d2 белая пешка · g1 белый слон | b8 белый конь · e8 белый ферзь · a7 чёрная пешка · h7 чёрный конь · a6 чёрная пешка · g6 чёрный конь · a5 чёрная пешка · c5 чёрная пешка · f5 чёрная ладья · g5 чёрная пешка · h5 чёрный слон · a4 чёрная пешка · f4 чёрный король · h4 чёрная ладья · a3 белый король · c3 белая пешка · h3 чёрная пешка · c2 белая пешка · d2 белая пешка · g1 белый слон | 6 |
| 5 | b8 белый конь · e8 белый ферзь · a7 чёрная пешка · h7 чёрный конь · a6 чёрная пешка · g6 чёрный конь · a5 чёрная пешка · c5 чёрная пешка · f5 чёрная ладья · g5 чёрная пешка · h5 чёрный слон · a4 чёрная пешка · f4 чёрный король · h4 чёрная ладья · a3 белый король · c3 белая пешка · h3 чёрная пешка · c2 белая пешка · d2 белая пешка · g1 белый слон | b8 белый конь · e8 белый ферзь · a7 чёрная пешка · h7 чёрный конь · a6 чёрная пешка · g6 чёрный конь · a5 чёрная пешка · c5 чёрная пешка · f5 чёрная ладья · g5 чёрная пешка · h5 чёрный слон · a4 чёрная пешка · f4 чёрный король · h4 чёрная ладья · a3 белый король · c3 белая пешка · h3 чёрная пешка · c2 белая пешка · d2 белая пешка · g1 белый слон | b8 белый конь · e8 белый ферзь · a7 чёрная пешка · h7 чёрный конь · a6 чёрная пешка · g6 чёрный конь · a5 чёрная пешка · c5 чёрная пешка · f5 чёрная ладья · g5 чёрная пешка · h5 чёрный слон · a4 чёрная пешка · f4 чёрный король · h4 чёрная ладья · a3 белый король · c3 белая пешка · h3 чёрная пешка · c2 белая пешка · d2 белая пешка · g1 белый слон | b8 белый конь · e8 белый ферзь · a7 чёрная пешка · h7 чёрный конь · a6 чёрная пешка · g6 чёрный конь · a5 чёрная пешка · c5 чёрная пешка · f5 чёрная ладья · g5 чёрная пешка · h5 чёрный слон · a4 чёрная пешка · f4 чёрный король · h4 чёрная ладья · a3 белый король · c3 белая пешка · h3 чёрная пешка · c2 белая пешка · d2 белая пешка · g1 белый слон | b8 белый конь · e8 белый ферзь · a7 чёрная пешка · h7 чёрный конь · a6 чёрная пешка · g6 чёрный конь · a5 чёрная пешка · c5 чёрная пешка · f5 чёрная ладья · g5 чёрная пешка · h5 чёрный слон · a4 чёрная пешка · f4 чёрный король · h4 чёрная ладья · a3 белый король · c3 белая пешка · h3 чёрная пешка · c2 белая пешка · d2 белая пешка · g1 белый слон | b8 белый конь · e8 белый ферзь · a7 чёрная пешка · h7 чёрный конь · a6 чёрная пешка · g6 чёрный конь · a5 чёрная пешка · c5 чёрная пешка · f5 чёрная ладья · g5 чёрная пешка · h5 чёрный слон · a4 чёрная пешка · f4 чёрный король · h4 чёрная ладья · a3 белый король · c3 белая пешка · h3 чёрная пешка · c2 белая пешка · d2 белая пешка · g1 белый слон | b8 белый конь · e8 белый ферзь · a7 чёрная пешка · h7 чёрный конь · a6 чёрная пешка · g6 чёрный конь · a5 чёрная пешка · c5 чёрная пешка · f5 чёрная ладья · g5 чёрная пешка · h5 чёрный слон · a4 чёрная пешка · f4 чёрный король · h4 чёрная ладья · a3 белый король · c3 белая пешка · h3 чёрная пешка · c2 белая пешка · d2 белая пешка · g1 белый слон | b8 белый конь · e8 белый ферзь · a7 чёрная пешка · h7 чёрный конь · a6 чёрная пешка · g6 чёрный конь · a5 чёрная пешка · c5 чёрная пешка · f5 чёрная ладья · g5 чёрная пешка · h5 чёрный слон · a4 чёрная пешка · f4 чёрный король · h4 чёрная ладья · a3 белый король · c3 белая пешка · h3 чёрная пешка · c2 белая пешка · d2 белая пешка · g1 белый слон | 5 |
| 4 | b8 белый конь · e8 белый ферзь · a7 чёрная пешка · h7 чёрный конь · a6 чёрная пешка · g6 чёрный конь · a5 чёрная пешка · c5 чёрная пешка · f5 чёрная ладья · g5 чёрная пешка · h5 чёрный слон · a4 чёрная пешка · f4 чёрный король · h4 чёрная ладья · a3 белый король · c3 белая пешка · h3 чёрная пешка · c2 белая пешка · d2 белая пешка · g1 белый слон | b8 белый конь · e8 белый ферзь · a7 чёрная пешка · h7 чёрный конь · a6 чёрная пешка · g6 чёрный конь · a5 чёрная пешка · c5 чёрная пешка · f5 чёрная ладья · g5 чёрная пешка · h5 чёрный слон · a4 чёрная пешка · f4 чёрный король · h4 чёрная ладья · a3 белый король · c3 белая пешка · h3 чёрная пешка · c2 белая пешка · d2 белая пешка · g1 белый слон | b8 белый конь · e8 белый ферзь · a7 чёрная пешка · h7 чёрный конь · a6 чёрная пешка · g6 чёрный конь · a5 чёрная пешка · c5 чёрная пешка · f5 чёрная ладья · g5 чёрная пешка · h5 чёрный слон · a4 чёрная пешка · f4 чёрный король · h4 чёрная ладья · a3 белый король · c3 белая пешка · h3 чёрная пешка · c2 белая пешка · d2 белая пешка · g1 белый слон | b8 белый конь · e8 белый ферзь · a7 чёрная пешка · h7 чёрный конь · a6 чёрная пешка · g6 чёрный конь · a5 чёрная пешка · c5 чёрная пешка · f5 чёрная ладья · g5 чёрная пешка · h5 чёрный слон · a4 чёрная пешка · f4 чёрный король · h4 чёрная ладья · a3 белый король · c3 белая пешка · h3 чёрная пешка · c2 белая пешка · d2 белая пешка · g1 белый слон | b8 белый конь · e8 белый ферзь · a7 чёрная пешка · h7 чёрный конь · a6 чёрная пешка · g6 чёрный конь · a5 чёрная пешка · c5 чёрная пешка · f5 чёрная ладья · g5 чёрная пешка · h5 чёрный слон · a4 чёрная пешка · f4 чёрный король · h4 чёрная ладья · a3 белый король · c3 белая пешка · h3 чёрная пешка · c2 белая пешка · d2 белая пешка · g1 белый слон | b8 белый конь · e8 белый ферзь · a7 чёрная пешка · h7 чёрный конь · a6 чёрная пешка · g6 чёрный конь · a5 чёрная пешка · c5 чёрная пешка · f5 чёрная ладья · g5 чёрная пешка · h5 чёрный слон · a4 чёрная пешка · f4 чёрный король · h4 чёрная ладья · a3 белый король · c3 белая пешка · h3 чёрная пешка · c2 белая пешка · d2 белая пешка · g1 белый слон | b8 белый конь · e8 белый ферзь · a7 чёрная пешка · h7 чёрный конь · a6 чёрная пешка · g6 чёрный конь · a5 чёрная пешка · c5 чёрная пешка · f5 чёрная ладья · g5 чёрная пешка · h5 чёрный слон · a4 чёрная пешка · f4 чёрный король · h4 чёрная ладья · a3 белый король · c3 белая пешка · h3 чёрная пешка · c2 белая пешка · d2 белая пешка · g1 белый слон | b8 белый конь · e8 белый ферзь · a7 чёрная пешка · h7 чёрный конь · a6 чёрная пешка · g6 чёрный конь · a5 чёрная пешка · c5 чёрная пешка · f5 чёрная ладья · g5 чёрная пешка · h5 чёрный слон · a4 чёрная пешка · f4 чёрный король · h4 чёрная ладья · a3 белый король · c3 белая пешка · h3 чёрная пешка · c2 белая пешка · d2 белая пешка · g1 белый слон | 4 |
| 3 | b8 белый конь · e8 белый ферзь · a7 чёрная пешка · h7 чёрный конь · a6 чёрная пешка · g6 чёрный конь · a5 чёрная пешка · c5 чёрная пешка · f5 чёрная ладья · g5 чёрная пешка · h5 чёрный слон · a4 чёрная пешка · f4 чёрный король · h4 чёрная ладья · a3 белый король · c3 белая пешка · h3 чёрная пешка · c2 белая пешка · d2 белая пешка · g1 белый слон | b8 белый конь · e8 белый ферзь · a7 чёрная пешка · h7 чёрный конь · a6 чёрная пешка · g6 чёрный конь · a5 чёрная пешка · c5 чёрная пешка · f5 чёрная ладья · g5 чёрная пешка · h5 чёрный слон · a4 чёрная пешка · f4 чёрный король · h4 чёрная ладья · a3 белый король · c3 белая пешка · h3 чёрная пешка · c2 белая пешка · d2 белая пешка · g1 белый слон | b8 белый конь · e8 белый ферзь · a7 чёрная пешка · h7 чёрный конь · a6 чёрная пешка · g6 чёрный конь · a5 чёрная пешка · c5 чёрная пешка · f5 чёрная ладья · g5 чёрная пешка · h5 чёрный слон · a4 чёрная пешка · f4 чёрный король · h4 чёрная ладья · a3 белый король · c3 белая пешка · h3 чёрная пешка · c2 белая пешка · d2 белая пешка · g1 белый слон | b8 белый конь · e8 белый ферзь · a7 чёрная пешка · h7 чёрный конь · a6 чёрная пешка · g6 чёрный конь · a5 чёрная пешка · c5 чёрная пешка · f5 чёрная ладья · g5 чёрная пешка · h5 чёрный слон · a4 чёрная пешка · f4 чёрный король · h4 чёрная ладья · a3 белый король · c3 белая пешка · h3 чёрная пешка · c2 белая пешка · d2 белая пешка · g1 белый слон | b8 белый конь · e8 белый ферзь · a7 чёрная пешка · h7 чёрный конь · a6 чёрная пешка · g6 чёрный конь · a5 чёрная пешка · c5 чёрная пешка · f5 чёрная ладья · g5 чёрная пешка · h5 чёрный слон · a4 чёрная пешка · f4 чёрный король · h4 чёрная ладья · a3 белый король · c3 белая пешка · h3 чёрная пешка · c2 белая пешка · d2 белая пешка · g1 белый слон | b8 белый конь · e8 белый ферзь · a7 чёрная пешка · h7 чёрный конь · a6 чёрная пешка · g6 чёрный конь · a5 чёрная пешка · c5 чёрная пешка · f5 чёрная ладья · g5 чёрная пешка · h5 чёрный слон · a4 чёрная пешка · f4 чёрный король · h4 чёрная ладья · a3 белый король · c3 белая пешка · h3 чёрная пешка · c2 белая пешка · d2 белая пешка · g1 белый слон | b8 белый конь · e8 белый ферзь · a7 чёрная пешка · h7 чёрный конь · a6 чёрная пешка · g6 чёрный конь · a5 чёрная пешка · c5 чёрная пешка · f5 чёрная ладья · g5 чёрная пешка · h5 чёрный слон · a4 чёрная пешка · f4 чёрный король · h4 чёрная ладья · a3 белый король · c3 белая пешка · h3 чёрная пешка · c2 белая пешка · d2 белая пешка · g1 белый слон | b8 белый конь · e8 белый ферзь · a7 чёрная пешка · h7 чёрный конь · a6 чёрная пешка · g6 чёрный конь · a5 чёрная пешка · c5 чёрная пешка · f5 чёрная ладья · g5 чёрная пешка · h5 чёрный слон · a4 чёрная пешка · f4 чёрный король · h4 чёрная ладья · a3 белый король · c3 белая пешка · h3 чёрная пешка · c2 белая пешка · d2 белая пешка · g1 белый слон | 3 |
| 2 | b8 белый конь · e8 белый ферзь · a7 чёрная пешка · h7 чёрный конь · a6 чёрная пешка · g6 чёрный конь · a5 чёрная пешка · c5 чёрная пешка · f5 чёрная ладья · g5 чёрная пешка · h5 чёрный слон · a4 чёрная пешка · f4 чёрный король · h4 чёрная ладья · a3 белый король · c3 белая пешка · h3 чёрная пешка · c2 белая пешка · d2 белая пешка · g1 белый слон | b8 белый конь · e8 белый ферзь · a7 чёрная пешка · h7 чёрный конь · a6 чёрная пешка · g6 чёрный конь · a5 чёрная пешка · c5 чёрная пешка · f5 чёрная ладья · g5 чёрная пешка · h5 чёрный слон · a4 чёрная пешка · f4 чёрный король · h4 чёрная ладья · a3 белый король · c3 белая пешка · h3 чёрная пешка · c2 белая пешка · d2 белая пешка · g1 белый слон | b8 белый конь · e8 белый ферзь · a7 чёрная пешка · h7 чёрный конь · a6 чёрная пешка · g6 чёрный конь · a5 чёрная пешка · c5 чёрная пешка · f5 чёрная ладья · g5 чёрная пешка · h5 чёрный слон · a4 чёрная пешка · f4 чёрный король · h4 чёрная ладья · a3 белый король · c3 белая пешка · h3 чёрная пешка · c2 белая пешка · d2 белая пешка · g1 белый слон | b8 белый конь · e8 белый ферзь · a7 чёрная пешка · h7 чёрный конь · a6 чёрная пешка · g6 чёрный конь · a5 чёрная пешка · c5 чёрная пешка · f5 чёрная ладья · g5 чёрная пешка · h5 чёрный слон · a4 чёрная пешка · f4 чёрный король · h4 чёрная ладья · a3 белый король · c3 белая пешка · h3 чёрная пешка · c2 белая пешка · d2 белая пешка · g1 белый слон | b8 белый конь · e8 белый ферзь · a7 чёрная пешка · h7 чёрный конь · a6 чёрная пешка · g6 чёрный конь · a5 чёрная пешка · c5 чёрная пешка · f5 чёрная ладья · g5 чёрная пешка · h5 чёрный слон · a4 чёрная пешка · f4 чёрный король · h4 чёрная ладья · a3 белый король · c3 белая пешка · h3 чёрная пешка · c2 белая пешка · d2 белая пешка · g1 белый слон | b8 белый конь · e8 белый ферзь · a7 чёрная пешка · h7 чёрный конь · a6 чёрная пешка · g6 чёрный конь · a5 чёрная пешка · c5 чёрная пешка · f5 чёрная ладья · g5 чёрная пешка · h5 чёрный слон · a4 чёрная пешка · f4 чёрный король · h4 чёрная ладья · a3 белый король · c3 белая пешка · h3 чёрная пешка · c2 белая пешка · d2 белая пешка · g1 белый слон | b8 белый конь · e8 белый ферзь · a7 чёрная пешка · h7 чёрный конь · a6 чёрная пешка · g6 чёрный конь · a5 чёрная пешка · c5 чёрная пешка · f5 чёрная ладья · g5 чёрная пешка · h5 чёрный слон · a4 чёрная пешка · f4 чёрный король · h4 чёрная ладья · a3 белый король · c3 белая пешка · h3 чёрная пешка · c2 белая пешка · d2 белая пешка · g1 белый слон | b8 белый конь · e8 белый ферзь · a7 чёрная пешка · h7 чёрный конь · a6 чёрная пешка · g6 чёрный конь · a5 чёрная пешка · c5 чёрная пешка · f5 чёрная ладья · g5 чёрная пешка · h5 чёрный слон · a4 чёрная пешка · f4 чёрный король · h4 чёрная ладья · a3 белый король · c3 белая пешка · h3 чёрная пешка · c2 белая пешка · d2 белая пешка · g1 белый слон | 2 |
| 1 | b8 белый конь · e8 белый ферзь · a7 чёрная пешка · h7 чёрный конь · a6 чёрная пешка · g6 чёрный конь · a5 чёрная пешка · c5 чёрная пешка · f5 чёрная ладья · g5 чёрная пешка · h5 чёрный слон · a4 чёрная пешка · f4 чёрный король · h4 чёрная ладья · a3 белый король · c3 белая пешка · h3 чёрная пешка · c2 белая пешка · d2 белая пешка · g1 белый слон | b8 белый конь · e8 белый ферзь · a7 чёрная пешка · h7 чёрный конь · a6 чёрная пешка · g6 чёрный конь · a5 чёрная пешка · c5 чёрная пешка · f5 чёрная ладья · g5 чёрная пешка · h5 чёрный слон · a4 чёрная пешка · f4 чёрный король · h4 чёрная ладья · a3 белый король · c3 белая пешка · h3 чёрная пешка · c2 белая пешка · d2 белая пешка · g1 белый слон | b8 белый конь · e8 белый ферзь · a7 чёрная пешка · h7 чёрный конь · a6 чёрная пешка · g6 чёрный конь · a5 чёрная пешка · c5 чёрная пешка · f5 чёрная ладья · g5 чёрная пешка · h5 чёрный слон · a4 чёрная пешка · f4 чёрный король · h4 чёрная ладья · a3 белый король · c3 белая пешка · h3 чёрная пешка · c2 белая пешка · d2 белая пешка · g1 белый слон | b8 белый конь · e8 белый ферзь · a7 чёрная пешка · h7 чёрный конь · a6 чёрная пешка · g6 чёрный конь · a5 чёрная пешка · c5 чёрная пешка · f5 чёрная ладья · g5 чёрная пешка · h5 чёрный слон · a4 чёрная пешка · f4 чёрный король · h4 чёрная ладья · a3 белый король · c3 белая пешка · h3 чёрная пешка · c2 белая пешка · d2 белая пешка · g1 белый слон | b8 белый конь · e8 белый ферзь · a7 чёрная пешка · h7 чёрный конь · a6 чёрная пешка · g6 чёрный конь · a5 чёрная пешка · c5 чёрная пешка · f5 чёрная ладья · g5 чёрная пешка · h5 чёрный слон · a4 чёрная пешка · f4 чёрный король · h4 чёрная ладья · a3 белый король · c3 белая пешка · h3 чёрная пешка · c2 белая пешка · d2 белая пешка · g1 белый слон | b8 белый конь · e8 белый ферзь · a7 чёрная пешка · h7 чёрный конь · a6 чёрная пешка · g6 чёрный конь · a5 чёрная пешка · c5 чёрная пешка · f5 чёрная ладья · g5 чёрная пешка · h5 чёрный слон · a4 чёрная пешка · f4 чёрный король · h4 чёрная ладья · a3 белый король · c3 белая пешка · h3 чёрная пешка · c2 белая пешка · d2 белая пешка · g1 белый слон | b8 белый конь · e8 белый ферзь · a7 чёрная пешка · h7 чёрный конь · a6 чёрная пешка · g6 чёрный конь · a5 чёрная пешка · c5 чёрная пешка · f5 чёрная ладья · g5 чёрная пешка · h5 чёрный слон · a4 чёрная пешка · f4 чёрный король · h4 чёрная ладья · a3 белый король · c3 белая пешка · h3 чёрная пешка · c2 белая пешка · d2 белая пешка · g1 белый слон | b8 белый конь · e8 белый ферзь · a7 чёрная пешка · h7 чёрный конь · a6 чёрная пешка · g6 чёрный конь · a5 чёрная пешка · c5 чёрная пешка · f5 чёрная ладья · g5 чёрная пешка · h5 чёрный слон · a4 чёрная пешка · f4 чёрный король · h4 чёрная ладья · a3 белый король · c3 белая пешка · h3 чёрная пешка · c2 белая пешка · d2 белая пешка · g1 белый слон | 1 |
|   | a | b | c | d | e | f | g | h |   |

В решении задачи необходимо найти многократно повторяющийся логический манёвр, в результате которого белые каждый раз выигрывают важный темп, ставя чёрных в положение цугцванга и вынуждая их продвигать свои пешки до полного исчерпывания ходов. Небольшое вступление:
1. Ch2+ Kpf3
2. Фe3+ Kpg2
3. Фg1+ Kpf3
4. Фf1+ Kpg4
5. Фe2+ Лf3
6. Фе6+ Лf5
7. Kd7!
И возникает ключевая позиция задачи. План белых прост — стать королём на поле d1, чтобы на ход Крf3 объявить мат ферзём; для выполнения этого плана потребуется, однако, ещё полностью исчерпать возможность чёрных продвигать свои пешки.
7... Крf3
Ход, сопровождаемый уже известным 5-ходовым манёвром ферзя с выигрышем темпа, который повторяется в ходе решения 35 раз, поэтому в дальнейшем часто указываются только ходы белого короля:

| 8. Фe3+ Kpg2 9. Фg1+ Kpf3 10. Фf1+ Kpg4 11. Фe2+ Лf3 12. Фе6+ Лf5 13. Kpb2! ... 19. Kpc1 ... 25. Kpd1 a3 (вынуждено) 26. Kpс1 ... 32. Kpb1 ... 38. Kpa2 ... 44. Kp:a3 ... 50. Kpb2 ... | 56. Kpc1 ... 62. Kpd1 a4 63. Kpc1 ... 69. Kpd1 a5 70. Kpc1 ... 76. Kpd1 a6 77. Kpc1 ... 83. Kpd1 a3 84. Kpc1 ... 90. Kpb1 ... 96. Kpa2 ... 102. Kp:a3 ... | 108. Kpb2 ... 114. Kpc1 ... 120. Kpd1 a4 121. Kpc1 ... 127. Kpd1 a5 128. Kpc1 ... 134. Kpd1 a3 135. Kpc1 ... 141. Kpb1 ... 147. Kpa2 ... 153. Kp:a3 ... 159. Kpb2 ... | 165. Kpc1 ... 171. Kpd1 a4 172. Kpc1 ... 178. Kpd1 c4! 179. Kpc1 Kpf3 180. Фe3+ Kpg2 181. Фg1+ Kpf3 182. Фf1+ Kpg4! 183. Фe2+ Лf3 184. Фe6+ Лf5 185. Kpd1 a3! 186. Kpc1 ... 192. Kрb1 Kрf3 193. Фe3+ Kрg2 194. Фg1+ Kрf3 195. Фf1+ Kрg4! ... | 198. Kрa2 Kрf3 199. Фe3+ Kрg2 200. Фg1+ Kрf3 201. Фf1+ Kрe4! 202. Ф:c4+ Kрf3 203. Фf1+ Kрg4 204. Фe2+ Лf3 205. Фe6+ Лf5 206. Kр:a3 ... 212. Kpb2 ... 218. Kpc1 ... 224. Kpd1 (план белых достигнут) 224...Kh~ 225. Kf6+ Kpf3 226. Фе2# |

Позднее в том же 1981 году в журнале The Problemist английские проблемисты Дж. Морс и Д. Хетерингтон предложили переставить белого ферзя на поле b6, чёрного короля на поле е5, добавить белого коня на поле f4 и чёрного ферзя на поле е6, тем самым удлинив решение задачи ещё на 1 ход:
1. Ф:е6+ Кр:f4
2. Ch2+ и т.д.
Эта версия в текущее время (на 2023 год) является ортодоксальной задачей с самым длинным решением без дуалей.

## Задача Ненада Петровича
|   | a | b | c | d | e | f | g | h |   |
| - | --- | --- | --- | --- | --- | --- | --- | --- | - |
| 8 | a7 белый слон · b7 чёрный король · f7 чёрная пешка · h7 чёрная пешка · b6 белая пешка · f6 чёрная пешка · a5 белый король · b5 белая пешка · e5 чёрный конь · h5 чёрная пешка · b4 белая пешка · d4 чёрная пешка · b3 белая пешка · c3 чёрная пешка · f3 чёрная пешка · a2 белый слон · c2 белая пешка · h1 белый слон | a7 белый слон · b7 чёрный король · f7 чёрная пешка · h7 чёрная пешка · b6 белая пешка · f6 чёрная пешка · a5 белый король · b5 белая пешка · e5 чёрный конь · h5 чёрная пешка · b4 белая пешка · d4 чёрная пешка · b3 белая пешка · c3 чёрная пешка · f3 чёрная пешка · a2 белый слон · c2 белая пешка · h1 белый слон | a7 белый слон · b7 чёрный король · f7 чёрная пешка · h7 чёрная пешка · b6 белая пешка · f6 чёрная пешка · a5 белый король · b5 белая пешка · e5 чёрный конь · h5 чёрная пешка · b4 белая пешка · d4 чёрная пешка · b3 белая пешка · c3 чёрная пешка · f3 чёрная пешка · a2 белый слон · c2 белая пешка · h1 белый слон | a7 белый слон · b7 чёрный король · f7 чёрная пешка · h7 чёрная пешка · b6 белая пешка · f6 чёрная пешка · a5 белый король · b5 белая пешка · e5 чёрный конь · h5 чёрная пешка · b4 белая пешка · d4 чёрная пешка · b3 белая пешка · c3 чёрная пешка · f3 чёрная пешка · a2 белый слон · c2 белая пешка · h1 белый слон | a7 белый слон · b7 чёрный король · f7 чёрная пешка · h7 чёрная пешка · b6 белая пешка · f6 чёрная пешка · a5 белый король · b5 белая пешка · e5 чёрный конь · h5 чёрная пешка · b4 белая пешка · d4 чёрная пешка · b3 белая пешка · c3 чёрная пешка · f3 чёрная пешка · a2 белый слон · c2 белая пешка · h1 белый слон | a7 белый слон · b7 чёрный король · f7 чёрная пешка · h7 чёрная пешка · b6 белая пешка · f6 чёрная пешка · a5 белый король · b5 белая пешка · e5 чёрный конь · h5 чёрная пешка · b4 белая пешка · d4 чёрная пешка · b3 белая пешка · c3 чёрная пешка · f3 чёрная пешка · a2 белый слон · c2 белая пешка · h1 белый слон | a7 белый слон · b7 чёрный король · f7 чёрная пешка · h7 чёрная пешка · b6 белая пешка · f6 чёрная пешка · a5 белый король · b5 белая пешка · e5 чёрный конь · h5 чёрная пешка · b4 белая пешка · d4 чёрная пешка · b3 белая пешка · c3 чёрная пешка · f3 чёрная пешка · a2 белый слон · c2 белая пешка · h1 белый слон | a7 белый слон · b7 чёрный король · f7 чёрная пешка · h7 чёрная пешка · b6 белая пешка · f6 чёрная пешка · a5 белый король · b5 белая пешка · e5 чёрный конь · h5 чёрная пешка · b4 белая пешка · d4 чёрная пешка · b3 белая пешка · c3 чёрная пешка · f3 чёрная пешка · a2 белый слон · c2 белая пешка · h1 белый слон | 8 |
| 7 | a7 белый слон · b7 чёрный король · f7 чёрная пешка · h7 чёрная пешка · b6 белая пешка · f6 чёрная пешка · a5 белый король · b5 белая пешка · e5 чёрный конь · h5 чёрная пешка · b4 белая пешка · d4 чёрная пешка · b3 белая пешка · c3 чёрная пешка · f3 чёрная пешка · a2 белый слон · c2 белая пешка · h1 белый слон | a7 белый слон · b7 чёрный король · f7 чёрная пешка · h7 чёрная пешка · b6 белая пешка · f6 чёрная пешка · a5 белый король · b5 белая пешка · e5 чёрный конь · h5 чёрная пешка · b4 белая пешка · d4 чёрная пешка · b3 белая пешка · c3 чёрная пешка · f3 чёрная пешка · a2 белый слон · c2 белая пешка · h1 белый слон | a7 белый слон · b7 чёрный король · f7 чёрная пешка · h7 чёрная пешка · b6 белая пешка · f6 чёрная пешка · a5 белый король · b5 белая пешка · e5 чёрный конь · h5 чёрная пешка · b4 белая пешка · d4 чёрная пешка · b3 белая пешка · c3 чёрная пешка · f3 чёрная пешка · a2 белый слон · c2 белая пешка · h1 белый слон | a7 белый слон · b7 чёрный король · f7 чёрная пешка · h7 чёрная пешка · b6 белая пешка · f6 чёрная пешка · a5 белый король · b5 белая пешка · e5 чёрный конь · h5 чёрная пешка · b4 белая пешка · d4 чёрная пешка · b3 белая пешка · c3 чёрная пешка · f3 чёрная пешка · a2 белый слон · c2 белая пешка · h1 белый слон | a7 белый слон · b7 чёрный король · f7 чёрная пешка · h7 чёрная пешка · b6 белая пешка · f6 чёрная пешка · a5 белый король · b5 белая пешка · e5 чёрный конь · h5 чёрная пешка · b4 белая пешка · d4 чёрная пешка · b3 белая пешка · c3 чёрная пешка · f3 чёрная пешка · a2 белый слон · c2 белая пешка · h1 белый слон | a7 белый слон · b7 чёрный король · f7 чёрная пешка · h7 чёрная пешка · b6 белая пешка · f6 чёрная пешка · a5 белый король · b5 белая пешка · e5 чёрный конь · h5 чёрная пешка · b4 белая пешка · d4 чёрная пешка · b3 белая пешка · c3 чёрная пешка · f3 чёрная пешка · a2 белый слон · c2 белая пешка · h1 белый слон | a7 белый слон · b7 чёрный король · f7 чёрная пешка · h7 чёрная пешка · b6 белая пешка · f6 чёрная пешка · a5 белый король · b5 белая пешка · e5 чёрный конь · h5 чёрная пешка · b4 белая пешка · d4 чёрная пешка · b3 белая пешка · c3 чёрная пешка · f3 чёрная пешка · a2 белый слон · c2 белая пешка · h1 белый слон | a7 белый слон · b7 чёрный король · f7 чёрная пешка · h7 чёрная пешка · b6 белая пешка · f6 чёрная пешка · a5 белый король · b5 белая пешка · e5 чёрный конь · h5 чёрная пешка · b4 белая пешка · d4 чёрная пешка · b3 белая пешка · c3 чёрная пешка · f3 чёрная пешка · a2 белый слон · c2 белая пешка · h1 белый слон | 7 |
| 6 | a7 белый слон · b7 чёрный король · f7 чёрная пешка · h7 чёрная пешка · b6 белая пешка · f6 чёрная пешка · a5 белый король · b5 белая пешка · e5 чёрный конь · h5 чёрная пешка · b4 белая пешка · d4 чёрная пешка · b3 белая пешка · c3 чёрная пешка · f3 чёрная пешка · a2 белый слон · c2 белая пешка · h1 белый слон | a7 белый слон · b7 чёрный король · f7 чёрная пешка · h7 чёрная пешка · b6 белая пешка · f6 чёрная пешка · a5 белый король · b5 белая пешка · e5 чёрный конь · h5 чёрная пешка · b4 белая пешка · d4 чёрная пешка · b3 белая пешка · c3 чёрная пешка · f3 чёрная пешка · a2 белый слон · c2 белая пешка · h1 белый слон | a7 белый слон · b7 чёрный король · f7 чёрная пешка · h7 чёрная пешка · b6 белая пешка · f6 чёрная пешка · a5 белый король · b5 белая пешка · e5 чёрный конь · h5 чёрная пешка · b4 белая пешка · d4 чёрная пешка · b3 белая пешка · c3 чёрная пешка · f3 чёрная пешка · a2 белый слон · c2 белая пешка · h1 белый слон | a7 белый слон · b7 чёрный король · f7 чёрная пешка · h7 чёрная пешка · b6 белая пешка · f6 чёрная пешка · a5 белый король · b5 белая пешка · e5 чёрный конь · h5 чёрная пешка · b4 белая пешка · d4 чёрная пешка · b3 белая пешка · c3 чёрная пешка · f3 чёрная пешка · a2 белый слон · c2 белая пешка · h1 белый слон | a7 белый слон · b7 чёрный король · f7 чёрная пешка · h7 чёрная пешка · b6 белая пешка · f6 чёрная пешка · a5 белый король · b5 белая пешка · e5 чёрный конь · h5 чёрная пешка · b4 белая пешка · d4 чёрная пешка · b3 белая пешка · c3 чёрная пешка · f3 чёрная пешка · a2 белый слон · c2 белая пешка · h1 белый слон | a7 белый слон · b7 чёрный король · f7 чёрная пешка · h7 чёрная пешка · b6 белая пешка · f6 чёрная пешка · a5 белый король · b5 белая пешка · e5 чёрный конь · h5 чёрная пешка · b4 белая пешка · d4 чёрная пешка · b3 белая пешка · c3 чёрная пешка · f3 чёрная пешка · a2 белый слон · c2 белая пешка · h1 белый слон | a7 белый слон · b7 чёрный король · f7 чёрная пешка · h7 чёрная пешка · b6 белая пешка · f6 чёрная пешка · a5 белый король · b5 белая пешка · e5 чёрный конь · h5 чёрная пешка · b4 белая пешка · d4 чёрная пешка · b3 белая пешка · c3 чёрная пешка · f3 чёрная пешка · a2 белый слон · c2 белая пешка · h1 белый слон | a7 белый слон · b7 чёрный король · f7 чёрная пешка · h7 чёрная пешка · b6 белая пешка · f6 чёрная пешка · a5 белый король · b5 белая пешка · e5 чёрный конь · h5 чёрная пешка · b4 белая пешка · d4 чёрная пешка · b3 белая пешка · c3 чёрная пешка · f3 чёрная пешка · a2 белый слон · c2 белая пешка · h1 белый слон | 6 |
| 5 | a7 белый слон · b7 чёрный король · f7 чёрная пешка · h7 чёрная пешка · b6 белая пешка · f6 чёрная пешка · a5 белый король · b5 белая пешка · e5 чёрный конь · h5 чёрная пешка · b4 белая пешка · d4 чёрная пешка · b3 белая пешка · c3 чёрная пешка · f3 чёрная пешка · a2 белый слон · c2 белая пешка · h1 белый слон | a7 белый слон · b7 чёрный король · f7 чёрная пешка · h7 чёрная пешка · b6 белая пешка · f6 чёрная пешка · a5 белый король · b5 белая пешка · e5 чёрный конь · h5 чёрная пешка · b4 белая пешка · d4 чёрная пешка · b3 белая пешка · c3 чёрная пешка · f3 чёрная пешка · a2 белый слон · c2 белая пешка · h1 белый слон | a7 белый слон · b7 чёрный король · f7 чёрная пешка · h7 чёрная пешка · b6 белая пешка · f6 чёрная пешка · a5 белый король · b5 белая пешка · e5 чёрный конь · h5 чёрная пешка · b4 белая пешка · d4 чёрная пешка · b3 белая пешка · c3 чёрная пешка · f3 чёрная пешка · a2 белый слон · c2 белая пешка · h1 белый слон | a7 белый слон · b7 чёрный король · f7 чёрная пешка · h7 чёрная пешка · b6 белая пешка · f6 чёрная пешка · a5 белый король · b5 белая пешка · e5 чёрный конь · h5 чёрная пешка · b4 белая пешка · d4 чёрная пешка · b3 белая пешка · c3 чёрная пешка · f3 чёрная пешка · a2 белый слон · c2 белая пешка · h1 белый слон | a7 белый слон · b7 чёрный король · f7 чёрная пешка · h7 чёрная пешка · b6 белая пешка · f6 чёрная пешка · a5 белый король · b5 белая пешка · e5 чёрный конь · h5 чёрная пешка · b4 белая пешка · d4 чёрная пешка · b3 белая пешка · c3 чёрная пешка · f3 чёрная пешка · a2 белый слон · c2 белая пешка · h1 белый слон | a7 белый слон · b7 чёрный король · f7 чёрная пешка · h7 чёрная пешка · b6 белая пешка · f6 чёрная пешка · a5 белый король · b5 белая пешка · e5 чёрный конь · h5 чёрная пешка · b4 белая пешка · d4 чёрная пешка · b3 белая пешка · c3 чёрная пешка · f3 чёрная пешка · a2 белый слон · c2 белая пешка · h1 белый слон | a7 белый слон · b7 чёрный король · f7 чёрная пешка · h7 чёрная пешка · b6 белая пешка · f6 чёрная пешка · a5 белый король · b5 белая пешка · e5 чёрный конь · h5 чёрная пешка · b4 белая пешка · d4 чёрная пешка · b3 белая пешка · c3 чёрная пешка · f3 чёрная пешка · a2 белый слон · c2 белая пешка · h1 белый слон | a7 белый слон · b7 чёрный король · f7 чёрная пешка · h7 чёрная пешка · b6 белая пешка · f6 чёрная пешка · a5 белый король · b5 белая пешка · e5 чёрный конь · h5 чёрная пешка · b4 белая пешка · d4 чёрная пешка · b3 белая пешка · c3 чёрная пешка · f3 чёрная пешка · a2 белый слон · c2 белая пешка · h1 белый слон | 5 |
| 4 | a7 белый слон · b7 чёрный король · f7 чёрная пешка · h7 чёрная пешка · b6 белая пешка · f6 чёрная пешка · a5 белый король · b5 белая пешка · e5 чёрный конь · h5 чёрная пешка · b4 белая пешка · d4 чёрная пешка · b3 белая пешка · c3 чёрная пешка · f3 чёрная пешка · a2 белый слон · c2 белая пешка · h1 белый слон | a7 белый слон · b7 чёрный король · f7 чёрная пешка · h7 чёрная пешка · b6 белая пешка · f6 чёрная пешка · a5 белый король · b5 белая пешка · e5 чёрный конь · h5 чёрная пешка · b4 белая пешка · d4 чёрная пешка · b3 белая пешка · c3 чёрная пешка · f3 чёрная пешка · a2 белый слон · c2 белая пешка · h1 белый слон | a7 белый слон · b7 чёрный король · f7 чёрная пешка · h7 чёрная пешка · b6 белая пешка · f6 чёрная пешка · a5 белый король · b5 белая пешка · e5 чёрный конь · h5 чёрная пешка · b4 белая пешка · d4 чёрная пешка · b3 белая пешка · c3 чёрная пешка · f3 чёрная пешка · a2 белый слон · c2 белая пешка · h1 белый слон | a7 белый слон · b7 чёрный король · f7 чёрная пешка · h7 чёрная пешка · b6 белая пешка · f6 чёрная пешка · a5 белый король · b5 белая пешка · e5 чёрный конь · h5 чёрная пешка · b4 белая пешка · d4 чёрная пешка · b3 белая пешка · c3 чёрная пешка · f3 чёрная пешка · a2 белый слон · c2 белая пешка · h1 белый слон | a7 белый слон · b7 чёрный король · f7 чёрная пешка · h7 чёрная пешка · b6 белая пешка · f6 чёрная пешка · a5 белый король · b5 белая пешка · e5 чёрный конь · h5 чёрная пешка · b4 белая пешка · d4 чёрная пешка · b3 белая пешка · c3 чёрная пешка · f3 чёрная пешка · a2 белый слон · c2 белая пешка · h1 белый слон | a7 белый слон · b7 чёрный король · f7 чёрная пешка · h7 чёрная пешка · b6 белая пешка · f6 чёрная пешка · a5 белый король · b5 белая пешка · e5 чёрный конь · h5 чёрная пешка · b4 белая пешка · d4 чёрная пешка · b3 белая пешка · c3 чёрная пешка · f3 чёрная пешка · a2 белый слон · c2 белая пешка · h1 белый слон | a7 белый слон · b7 чёрный король · f7 чёрная пешка · h7 чёрная пешка · b6 белая пешка · f6 чёрная пешка · a5 белый король · b5 белая пешка · e5 чёрный конь · h5 чёрная пешка · b4 белая пешка · d4 чёрная пешка · b3 белая пешка · c3 чёрная пешка · f3 чёрная пешка · a2 белый слон · c2 белая пешка · h1 белый слон | a7 белый слон · b7 чёрный король · f7 чёрная пешка · h7 чёрная пешка · b6 белая пешка · f6 чёрная пешка · a5 белый король · b5 белая пешка · e5 чёрный конь · h5 чёрная пешка · b4 белая пешка · d4 чёрная пешка · b3 белая пешка · c3 чёрная пешка · f3 чёрная пешка · a2 белый слон · c2 белая пешка · h1 белый слон | 4 |
| 3 | a7 белый слон · b7 чёрный король · f7 чёрная пешка · h7 чёрная пешка · b6 белая пешка · f6 чёрная пешка · a5 белый король · b5 белая пешка · e5 чёрный конь · h5 чёрная пешка · b4 белая пешка · d4 чёрная пешка · b3 белая пешка · c3 чёрная пешка · f3 чёрная пешка · a2 белый слон · c2 белая пешка · h1 белый слон | a7 белый слон · b7 чёрный король · f7 чёрная пешка · h7 чёрная пешка · b6 белая пешка · f6 чёрная пешка · a5 белый король · b5 белая пешка · e5 чёрный конь · h5 чёрная пешка · b4 белая пешка · d4 чёрная пешка · b3 белая пешка · c3 чёрная пешка · f3 чёрная пешка · a2 белый слон · c2 белая пешка · h1 белый слон | a7 белый слон · b7 чёрный король · f7 чёрная пешка · h7 чёрная пешка · b6 белая пешка · f6 чёрная пешка · a5 белый король · b5 белая пешка · e5 чёрный конь · h5 чёрная пешка · b4 белая пешка · d4 чёрная пешка · b3 белая пешка · c3 чёрная пешка · f3 чёрная пешка · a2 белый слон · c2 белая пешка · h1 белый слон | a7 белый слон · b7 чёрный король · f7 чёрная пешка · h7 чёрная пешка · b6 белая пешка · f6 чёрная пешка · a5 белый король · b5 белая пешка · e5 чёрный конь · h5 чёрная пешка · b4 белая пешка · d4 чёрная пешка · b3 белая пешка · c3 чёрная пешка · f3 чёрная пешка · a2 белый слон · c2 белая пешка · h1 белый слон | a7 белый слон · b7 чёрный король · f7 чёрная пешка · h7 чёрная пешка · b6 белая пешка · f6 чёрная пешка · a5 белый король · b5 белая пешка · e5 чёрный конь · h5 чёрная пешка · b4 белая пешка · d4 чёрная пешка · b3 белая пешка · c3 чёрная пешка · f3 чёрная пешка · a2 белый слон · c2 белая пешка · h1 белый слон | a7 белый слон · b7 чёрный король · f7 чёрная пешка · h7 чёрная пешка · b6 белая пешка · f6 чёрная пешка · a5 белый король · b5 белая пешка · e5 чёрный конь · h5 чёрная пешка · b4 белая пешка · d4 чёрная пешка · b3 белая пешка · c3 чёрная пешка · f3 чёрная пешка · a2 белый слон · c2 белая пешка · h1 белый слон | a7 белый слон · b7 чёрный король · f7 чёрная пешка · h7 чёрная пешка · b6 белая пешка · f6 чёрная пешка · a5 белый король · b5 белая пешка · e5 чёрный конь · h5 чёрная пешка · b4 белая пешка · d4 чёрная пешка · b3 белая пешка · c3 чёрная пешка · f3 чёрная пешка · a2 белый слон · c2 белая пешка · h1 белый слон | a7 белый слон · b7 чёрный король · f7 чёрная пешка · h7 чёрная пешка · b6 белая пешка · f6 чёрная пешка · a5 белый король · b5 белая пешка · e5 чёрный конь · h5 чёрная пешка · b4 белая пешка · d4 чёрная пешка · b3 белая пешка · c3 чёрная пешка · f3 чёрная пешка · a2 белый слон · c2 белая пешка · h1 белый слон | 3 |
| 2 | a7 белый слон · b7 чёрный король · f7 чёрная пешка · h7 чёрная пешка · b6 белая пешка · f6 чёрная пешка · a5 белый король · b5 белая пешка · e5 чёрный конь · h5 чёрная пешка · b4 белая пешка · d4 чёрная пешка · b3 белая пешка · c3 чёрная пешка · f3 чёрная пешка · a2 белый слон · c2 белая пешка · h1 белый слон | a7 белый слон · b7 чёрный король · f7 чёрная пешка · h7 чёрная пешка · b6 белая пешка · f6 чёрная пешка · a5 белый король · b5 белая пешка · e5 чёрный конь · h5 чёрная пешка · b4 белая пешка · d4 чёрная пешка · b3 белая пешка · c3 чёрная пешка · f3 чёрная пешка · a2 белый слон · c2 белая пешка · h1 белый слон | a7 белый слон · b7 чёрный король · f7 чёрная пешка · h7 чёрная пешка · b6 белая пешка · f6 чёрная пешка · a5 белый король · b5 белая пешка · e5 чёрный конь · h5 чёрная пешка · b4 белая пешка · d4 чёрная пешка · b3 белая пешка · c3 чёрная пешка · f3 чёрная пешка · a2 белый слон · c2 белая пешка · h1 белый слон | a7 белый слон · b7 чёрный король · f7 чёрная пешка · h7 чёрная пешка · b6 белая пешка · f6 чёрная пешка · a5 белый король · b5 белая пешка · e5 чёрный конь · h5 чёрная пешка · b4 белая пешка · d4 чёрная пешка · b3 белая пешка · c3 чёрная пешка · f3 чёрная пешка · a2 белый слон · c2 белая пешка · h1 белый слон | a7 белый слон · b7 чёрный король · f7 чёрная пешка · h7 чёрная пешка · b6 белая пешка · f6 чёрная пешка · a5 белый король · b5 белая пешка · e5 чёрный конь · h5 чёрная пешка · b4 белая пешка · d4 чёрная пешка · b3 белая пешка · c3 чёрная пешка · f3 чёрная пешка · a2 белый слон · c2 белая пешка · h1 белый слон | a7 белый слон · b7 чёрный король · f7 чёрная пешка · h7 чёрная пешка · b6 белая пешка · f6 чёрная пешка · a5 белый король · b5 белая пешка · e5 чёрный конь · h5 чёрная пешка · b4 белая пешка · d4 чёрная пешка · b3 белая пешка · c3 чёрная пешка · f3 чёрная пешка · a2 белый слон · c2 белая пешка · h1 белый слон | a7 белый слон · b7 чёрный король · f7 чёрная пешка · h7 чёрная пешка · b6 белая пешка · f6 чёрная пешка · a5 белый король · b5 белая пешка · e5 чёрный конь · h5 чёрная пешка · b4 белая пешка · d4 чёрная пешка · b3 белая пешка · c3 чёрная пешка · f3 чёрная пешка · a2 белый слон · c2 белая пешка · h1 белый слон | a7 белый слон · b7 чёрный король · f7 чёрная пешка · h7 чёрная пешка · b6 белая пешка · f6 чёрная пешка · a5 белый король · b5 белая пешка · e5 чёрный конь · h5 чёрная пешка · b4 белая пешка · d4 чёрная пешка · b3 белая пешка · c3 чёрная пешка · f3 чёрная пешка · a2 белый слон · c2 белая пешка · h1 белый слон | 2 |
| 1 | a7 белый слон · b7 чёрный король · f7 чёрная пешка · h7 чёрная пешка · b6 белая пешка · f6 чёрная пешка · a5 белый король · b5 белая пешка · e5 чёрный конь · h5 чёрная пешка · b4 белая пешка · d4 чёрная пешка · b3 белая пешка · c3 чёрная пешка · f3 чёрная пешка · a2 белый слон · c2 белая пешка · h1 белый слон | a7 белый слон · b7 чёрный король · f7 чёрная пешка · h7 чёрная пешка · b6 белая пешка · f6 чёрная пешка · a5 белый король · b5 белая пешка · e5 чёрный конь · h5 чёрная пешка · b4 белая пешка · d4 чёрная пешка · b3 белая пешка · c3 чёрная пешка · f3 чёрная пешка · a2 белый слон · c2 белая пешка · h1 белый слон | a7 белый слон · b7 чёрный король · f7 чёрная пешка · h7 чёрная пешка · b6 белая пешка · f6 чёрная пешка · a5 белый король · b5 белая пешка · e5 чёрный конь · h5 чёрная пешка · b4 белая пешка · d4 чёрная пешка · b3 белая пешка · c3 чёрная пешка · f3 чёрная пешка · a2 белый слон · c2 белая пешка · h1 белый слон | a7 белый слон · b7 чёрный король · f7 чёрная пешка · h7 чёрная пешка · b6 белая пешка · f6 чёрная пешка · a5 белый король · b5 белая пешка · e5 чёрный конь · h5 чёрная пешка · b4 белая пешка · d4 чёрная пешка · b3 белая пешка · c3 чёрная пешка · f3 чёрная пешка · a2 белый слон · c2 белая пешка · h1 белый слон | a7 белый слон · b7 чёрный король · f7 чёрная пешка · h7 чёрная пешка · b6 белая пешка · f6 чёрная пешка · a5 белый король · b5 белая пешка · e5 чёрный конь · h5 чёрная пешка · b4 белая пешка · d4 чёрная пешка · b3 белая пешка · c3 чёрная пешка · f3 чёрная пешка · a2 белый слон · c2 белая пешка · h1 белый слон | a7 белый слон · b7 чёрный король · f7 чёрная пешка · h7 чёрная пешка · b6 белая пешка · f6 чёрная пешка · a5 белый король · b5 белая пешка · e5 чёрный конь · h5 чёрная пешка · b4 белая пешка · d4 чёрная пешка · b3 белая пешка · c3 чёрная пешка · f3 чёрная пешка · a2 белый слон · c2 белая пешка · h1 белый слон | a7 белый слон · b7 чёрный король · f7 чёрная пешка · h7 чёрная пешка · b6 белая пешка · f6 чёрная пешка · a5 белый король · b5 белая пешка · e5 чёрный конь · h5 чёрная пешка · b4 белая пешка · d4 чёрная пешка · b3 белая пешка · c3 чёрная пешка · f3 чёрная пешка · a2 белый слон · c2 белая пешка · h1 белый слон | a7 белый слон · b7 чёрный король · f7 чёрная пешка · h7 чёрная пешка · b6 белая пешка · f6 чёрная пешка · a5 белый король · b5 белая пешка · e5 чёрный конь · h5 чёрная пешка · b4 белая пешка · d4 чёрная пешка · b3 белая пешка · c3 чёрная пешка · f3 чёрная пешка · a2 белый слон · c2 белая пешка · h1 белый слон | 1 |
|   | a | b | c | d | e | f | g | h |   |

1. Cb1 Белые защищаются от прорыва 1... d3
1...h4 Чёрные не могут двигать своего короля, иначе белый король попадёт на поле а6, и белая пешка b6 сможет продвинуться вперёд: 1... Крa8 2. Крa6 d3 3. b7# или 1... Крc8 2. Крa6 и 3.b7 — b8Ф. У белых нет выжидательного хода, и их король отправляется в долгое путешествие.
2. Крa4 Крa8 Как только белый король отходит от поля a6, у чёрного короля также появляется возможность двигаться, но только по полям a8 и b7.
3. Крa3 Крb7 4. Крa2 Крa8 5. Крa1 Крb7 6. Ca2 Крa8 7. Крb1 Крb7 8. Крc1 Крa8 9. Cb1 
Слон должен встать на b1 и предупредить d4—d3 перед тем, как король окажется на вертикали f. Можно поменять очерёдность ходов белых, например сыграть Крd1—Сb1—Крe1. Это несущественная дуаль, в целом не меняющая логику игры.
9...Крb7 10. Крd1 Крa8 11. Крe1 Крb7 12. Крf1 Становится ясной цель путешествия белого короля. С помощью метода треугольника f1-f2-e1 или f2-f1-e1 (ещё одна несущественная дуаль) белые планируют вернуться королём на a5 в тот момент, когда чёрный уже стоит на b7. Таким образом белые теряют очередь хода по сравнению с позицией после первого хода и ставят противника в положение цугцванга. Чёрные будут вынуждены прекратить маневры короля и двинуть вперёд свою пешку. 
12... Крa8 13. Крf2 Крb7 14. Крe1 Первый из десяти треугольников.
14... Крa8 15. Крd1 Крb7 16. Крc1 Здесь или ходом раньше можно было сначала сыграть Ca2 и лишь затем идти королём по направлению к а1. 
16... Крa8 17. Ca2 Крb7 18. Крb1 Крa8 19. Крa1 Крb7 20. Cb1 Крa8
21. Крa2 Крb7 22. Крa3 Крa8 23. Крa4 Крb7 24. Крa5 — первый цугцванг.
24... f5 Ситуация на доске аналогична позиции после первого хода, но чёрные сделали ещё один ход пешкой. Поскольку белые продолжат делать треугольники, через каждые 23 хода взаимное расположение королей на a5 и b7 будет повторяться и чёрным придётся двигать одного из своих пехотинцев. Финальный цугцванг наступит, когда у чёрных закончатся все пешечные ходы на вертикалях f и h.
47... f4 ... 70... f6 ... 93... f5 ... 116... h3 ... 139... h2 ... 162... h6 ... 185... h5 ... 208... h4 ... 231... h3
Ходы пешками на вертикалях f и h закончились. После следующего треугольника белых чёрные окажутся в финальном цугцванге. 
254.Крa5 — финальный цугцванг — 254...Крc8 255. Крa6 Крd8 
256. b7 Кd7 257. С:d4! Kb8+ 258. Kpa7 f2 259. C:f2 Kd7 260. b8Ф+ K:b8
261. Kp:b8 Kpd7 262. Kpa7 f3 263. b6 Kpe6 264. b7 Kpd6 265. b8Ф+ Kpe6
266. Cd4 Kpe7 267. Фe5+ Kpf7 268. C:f3 h1Ф 269. Ch5+ Kpf8 270. Фe8#

## Компьютерные шахматы
[Event "The longest 7-piece mate — 549 moves"]
[Site "Lomonosov tablebases"]
[Date "2012.??.??"]
[Round "?"]
[White "?"]
[Black "?"]
[Result "1-0"]
[SetUp "1"]
[FEN "1n1k4/6Q1/5KP1/8/7b/1r6/8/8 w - -"]
{Ход белых. Они не могут поставить мат раньше 549-го хода при точной игре чёрных} 
1. Kf5  Rb5+ 2.Kg4 Rb4+ 3.Kf3 Nd7 4.Qh8+ Ke7 5.g7 Bf6 6.g8=N+ Ke6 7.Qh3+ Kd6 
8.Kg2 Rb2+ 9.Kf1 Rb1+ 10.Ke2 Rb2+ 11.Kd1 Rb1+ 12.Kc2 Rb2+ 13.Kc1 Rb5 14.Qh6 Rc5+ 
15.Kb1 Rb5+ 16.Ka2 Ra5+ 17.Kb3 Rf5 18.Ka3 Rf3+ 19.Ka2 Ke6 20.Qh7 Ne5 21.Nh6 
Rf2+ 22.Kb1 Rf4 23.Qg8+ Kd6 24.Ka2 Nc6 25.Ng4 Bd4 26.Qg6+ Kd5 27.Qg5+ Ke4 28.
Kb1 Nb4 29.Qe7+ Kd3 30.Qh7+ Ke2 31.Qh2+ Kf3 32.Qh3+ Ke4 33.Qg2+ Kd3 34.Qg3+ 
Ke4 35.Qe1+ Kd3 36.Qd1+ Ke4 37.Qe2+ Kd5 38.Kc1 Kd6 39.Qh2 Nd5 40.Kd2 Bc3+ 41.
Ke2 Bd4 42.Qh6+ Kd7 43.Qh7+ Kc6 44.Qg8 Kc5 45.Kd3 Nb4+ 46.Kd2 Nd5 47.Qc8+ Kd6 
48.Nh6 Bc3+ 49.Ke2 Re4+ 50.Kf2 Rf4+ 51.Kg1 Bd4+ 52.Kh2 Ne3 53.Qd8+ Kc6 54.Qe8+ 
Kc5 55.Nf7 Rf2+ 56.Kh3 Rf3+ 57.Kh4 Rf5 58.Nh6 Rf1 59.Qa8 Kb4 60.Kh5 Kc3 61.
Qc8+ Kd3 62.Kg6 Rf2 63.Qa8 Rf1 64.Qb8 Kd2 65.Qb3 Ke2 66.Qb5+ Kd2 67.Qg5 Kc2 68.
Kh7 Kd3 69.Qb5+ Kc3 70.Qa5+ Kd3 71.Qg5 Rf6 72.Qb5+ Ke4 73.Qb7+ Kd3 74.Qd7 Kc3 
75.Qe8 Kd2 76.Qb5 Kc2 77.Qe2+ Kc3 78.Qh5 Rf1 79.Qg6 Rf6 80.Qe4 Kc4 81.Qe8 Kd3 
82.Ng8 Rf1 83.Ne7 Rh1+ 84.Kg6 Rg1+ 85.Kf7 Rf1+ 86.Ke6 Rf6+ 87.Kd7 Bc5 88.Nc6 
Nd5 89.Nd8 Rd6+ 90.Kc8 Ne7+ 91.Kc7 Nd5+ 92.Kb7 Rb6+ 93.Kc8 Ne7+ 94.Kd7 Nd5 95.
Qe1 Rd6+ 96.Kc8 Be3 97.Qd1+ Ke4 98.Qc2+ Kd4 99.Qa4+ Ke5 100.Qh4 Kf5 101.Qh3+ 
Ke4 102.Nf7 Rc6+ 103.Kd8 Kd4 104.Ke8 Rc7 105.Kf8 Bf4 106.Qe6 Ra7 107.Qe2 Be3 
108.Qg4+ Kc5 109.Qc8+ Kd4 110.Qb8 Kd3 111.Kg8 Rc7 112.Qb5+ Kd4 113.Qa4+ Kc5 
114.Qa6 Kd4 115.Kf8 Bd2 116.Qf1 Bc3 117.Kg7 Rc6 118.Kg8 Nf6+ 119.Kf8 Rc8+ 120.
Kg7 Ne4 121.Qb5 Ke3+ 122.Kh7 Rc7 123.Qb6+ Rc5 124.Qe6 Kf4 125.Qh6+ Kf3 126.
Qh3+ Ke2 127.Kg8 Rc6 128.Kf8 Bb4+ 129.Kg7 Bc3+ 130.Kg8 Rf6 131.Qh4 Kd3 132.Nd8 
Kd4 133.Qg4 Ke5 134.Qe2 Kf4 135.Qc4 Kf3 136.Qb3 Kf2 137.Ne6 Ke3 138.Qa2 Rf3 
139.Qc2 Be5 140.Qd1 Bc3 141.Qc1+ Kd3 142.Nf4+ Kc4 143.Ng2 Rf2 144.Nh4 Nf6+ 145.
Kg7 Ne4+ 146.Kg6 Rf6+ 147.Kh5 Kd4 148.Qd1+ Ke3 149.Qb1 Bd2 150.Ng6 Ng3+ 151.
Kh6 Bc3 152.Qc1+ Kd3 153.Qg1 Ne4 154.Kh7 Rd6 155.Kg8 Rd8+ 156.Kf7 Rd7+ 157.Ke6 
Rd6+ 158.Ke7 Bf6+ 159.Ke8 Rd8+ 160.Kf7 Rd7+ 161.Ke6 Rd6+ 162.Kf5 Rd5+ 163.Kf4 
Bg5+ 164.Kg4 Ke2 165.Qa7 Bd2 166.Qe7 Rg5+ 167.Kh3 Ke3 168.Nh4 Rg3+ 169.Kh2 Rg4 
170.Qa3+ Bc3 171.Qa7+ Ke2 172.Ng2 Be5+ 173.Kg1 Nd2 174.Qf2+ Kd1 175.Kh1 Bd4 
176.Qe1+ Kc2 177.Qe2 Re4 178.Qh5 Nf1 179.Qd5 Nd2 180.Qf5 Kd1 181.Nf4 Be5 182.
Qh5+ Kc2 183.Ng6 Bf6 184.Kg2 Bg5 185.Qh7 Kd1 186.Qh8 Be3 187.Qh5+ Kc2 188.Nh4 
Bd4 189.Nf5 Be5 190.Qe8 Rg4+ 191.Kh3 Re4 192.Qc8+ Kd1 193.Qc5 Nc4 194.Nh6 Nd2 
195.Ng4 Bd4 196.Qb5 Rf4 197.Kh4 Be3 198.Qd3 Bd4 199.Kh5 Re4 200.Qa3 Rf4 201.
Qd6 Re4 202.Nh6 Bf2 203.Kg6 Rc4 204.Qe5 Bb6 205.Qg3 Rc6+ 206.Kg7 Rc4 207.Nf7 
Bc7 208.Qg1+ Kc2 209.Nh6 Be5+ 210.Kg8 Re4 211.Nf5 Bf4 212.Qh1 Be5 213.Qh3 Kd1 
214.Kf8 Bf4 215.Qg4+ Ke1 216.Qg2 Be5 217.Qh1+ Ke2 218.Ke8 Bg3+ 219.Kd7 Bf2 220.
Ne7 Rd4+ 221.Nd5 Kd3 222.Kc6 Rh4 223.Qg2 Rc4+ 224.Kb5 Be3 225.Qh1 Bc5 226.Qh7+ 
Ke2 227.Qh5+ Ke1 228.Kc6 Bd4+ 229.Kd6 Bf2 230.Kd7 Rd4 231.Qh1+ Ke2 232.Ke6 Rh4 
233.Qg2 Rc4 234.Ke7 Nf3 235.Qh3 Re4+ 236.Kd8 Rd4 237.Qh5 Bg3 238.Qe8+ Be5 239.
Qb5+ Kf2 240.Kc8 Re4 241.Kb7 Bd4 242.Qc6 Rg4 243.Ka6 Rg7 244.Nb4 Re7 245.Nd3+ 
Ke3 246.Qc1+ Ke4 247.Nb4 Re5 248.Qb1+ Ke3 249.Qc2 Rc5 250.Qd3+ Kf4 251.Qe2 Kg3 
252.Qe7 Rh5 253.Nd3 Rh6+ 254.Ka5 Rh4 255.Qe6 Bc3+ 256.Ka6 Bd4 257.Qc6 Be3 258.
Qe8 Bd4 259.Qb8+ Kg2 260.Qg8+ Kh3 261.Qg6 Rg4 262.Qc6 Kg3 263.Qc7+ Kh3 264.
Nf4+ Kh4 265.Qd6 Kg3 266.Ng6+ Kf2 267.Qe6 Rg1 268.Nf4 Ra1+ 269.Kb7 Ra7+ 270.
Kb8 Ra3 271.Qe2+ Kg3 272.Nd3 Rb3+ 273.Kc8 Rb6 274.Qe4 Rf6 275.Kd7 Bc3 276.Nc5 
Bd4 277.Ne6 Be5 278.Ng5 Bb2 279.Qe3 Kg4 280.Ne4 Rf7+ 281.Kc6 Rf5 282.Nf2+ Kg3 
283.Nd3 Be5 284.Kd7 Rf7+ 285.Ke8 Rf5 286.Qc5 Kg4 287.Nf2+ Kg5 288.Qd5 Kg6 289.
Nd3 Bg7 290.Qe4 Kg5 291.Ke7 Bd4 292.Kd7 Rf6 293.Kc8 Rf8+ 294.Kb7 Rf7+ 295.Ka6 
Rf6+ 296.Ka5 Bc3+ 297.Ka4 Ra6+ 298.Kb5 Ra5+ 299.Kb6 Rf5 300.Qe7+ Kg6 301.Qe8+ 
Kg5 302.Kb7 Bd4 303.Qe7+ Kh5 304.Qe4 Rf7+ 305.Ka6 Rf6+ 306.Kb5 Kg5 307.Nb4 Be5 
308.Nd5 Rf5 309.Qe3+ Kh5 310.Ka6 Rf7 311.Qf2 Ng5 312.Qc2 Nf3 313.Qc8 Kg5 314.
Qe6 Rf5 315.Kb7 Bd4 316.Qe7+ Bf6 317.Qe3+ Kh5 318.Qe4 Kg5 319.Nc7 Nd4 320.Qg2+ 
Kh5 321.Nd5 Nf3 322.Ne3 Rf4 323.Qh3+ Nh4 324.Qe6 Kg5 325.Qd5+ Kg6 326.Qd6 Kg5 
327.Qc5+ Kg6 328.Qc7 Kg5 329.Nd5 Rf3 330.Qc1+ Kg4 331.Ne3+ Kg5 332.Nc4+ Rf4 
333.Nb6 Kg4 334.Qd1+ Kg3 335.Nd5 Rf3 336.Qd2 Kg4 337.Ne3+ Kh5 338.Nc4 Bg5 339.
Qd1 Bf4 340.Nb6 Bg3 341.Nd7 Kg5 342.Qd5+ Rf5 343.Qe4 Rf4 344.Qe7+ Kg4 345.Qe6+ 
Kf3 346.Nf6 Kg2 347.Qd5+ Kh2 348.Ne4 Nf5 349.Ng5 Nd6+ 350.Kb6 Bf2+ 351.Kc7 Bg3 
352.Kd7 Nf5 353.Qd2+ Rf2 354.Qd1 Rf4 355.Qe2+ Rf2 356.Qh5+ Kg2 357.Kc6 Rc2+ 
358.Kd5 Rd2+ 359.Kc4 Rf2 360.Qh3+ Kg1 361.Kb4 Rf1 362.Ka5 Rf4 363.Ka6 Ra4+ 364.
Kb5 Rf4 365.Ka5 Rf2 366.Qh8 Kg2 367.Qc3 Rf4 368.Qd2+ Kf1 369.Qd5 Nd4 370.Kb6 
Bf2 371.Kc7 Rh4 372.Qe5 Kg2 373.Ne4 Kf3 374.Nd2+ Kg2 375.Qd5+ Kh2 376.Kb7 Rh7+ 
377.Ka6 Rh6+ 378.Ka5 Rh4 379.Qd6+ Kh3 380.Qd7+ Kg2 381.Qb7+ Kg3 382.Qg7+ Rg4 
383.Nf1+ Kh3 384.Qd7 Kh4 385.Qh7+ Kg5 386.Qg7+ Kf4 387.Qc7+ Kg5 388.Nd2 Rf4 
389.Qg7+ Kf5 390.Nc4 Nf3 391.Nd6+ Ke6 392.Ne8 Kf5 393.Ka6 Bd4 394.Nd6+ Ke6 395.
Qg8+ Kf6 396.Qh7 Ke6 397.Ne4 Kd5 398.Qb7+ Ke6 399.Ng3 Be5 400.Qb3+ Kd6 401.
Qb6+ Ke7 402.Ne4 Kf7 403.Qh6 Kg8 404.Qe6+ Kh8 405.Qe7 Rf5 406.Kb6 Bg7 407.Ng3 
Rf6+ 408.Kb5 Nd4+ 409.Kc4 Rc6+ 410.Kd3 Rc3+ 411.Ke4 Rc6 412.Qe8+ Kh7 413.Kd3 
Rd6 414.Qh5+ Kg8 415.Ne4 Rd8 416.Ke3 Bh6+ 417.Kf2 Rf8+ 418.Kg2 Kh7 419.Ng3 Ne6 
420.Qh4 Ng7 421.Qe4+ Kg8 422.Qd5+ Kh7 423.Qd6 Rf7 424.Qd3+ Kg8 425.Qd5 Bc1 426.
Kh3 Ba3 427.Kg4 Be7 428.Qc4 Kf8 429.Qc8+ Ne8 430.Nf5 Rf6 431.Qd7 Rf7 432.Qd3 
Bf6 433.Qe3 Be7 434.Qh6+ Kg8 435.Qh1 Rh7 436.Qd5+ Kf8 437.Kf3 Nf6 438.Qe5 Ne8 
439.Ke2 Bf6 440.Qd5 Rf7 441.Kd2 Bg5+ 442.Kc2 Rc7+ 443.Kb2 Bf6+ 444.Kb1 Rh7 445.
Qf3 Ra7 446.Qb3 Rc7 447.Qb4+ Kf7 448.Qb6 Rd7 449.Qb3+ Kf8 450.Nh6 Rg7 451.Qa3+ 
Be7 452.Qf3+ Bf6 453.Ng4 Ke7 454.Kc2 Rg5 455.Qe3+ Kf7 456.Qb3+ Kf8 457.Qe6 Bg7 
458.Ne3 Re5 459.Qb6 Bf6 460.Ng4 Rf5 461.Qe6 Rf4 462.Qc8 Bd4 463.Qd7 Bg7 464.
Ne3 Rf2+ 465.Kb1 Rf7 466.Qc8 Rc7 467.Qa6 Rd7 468.Qa3+ Kf7 469.Qb3+ Kf8 470.
Qb4+ Nd6 471.Qf4+ Kg8 472.Nd5 Nf7 473.Qc4 Ra7 474.Nf4 Rb7+ 475.Kc2 Rb2+ 476.
Kd1 Rb6 477.Qc8+ Kh7 478.Qc7 Rd6+ 479.Ke2 Kg8 480.Qe7 Bf8 481.Qe8 Ng5 482.Qc8 
Rf6 483.Qg4 Bh6 484.Nh5 Re6+ 485.Kf1 Re5 486.Qc8+ Bf8 487.Qc2 Re6 488.Qa2 Kh7 
489.Qg2 Kh6 490.Qh1 Rb6 491.Nf4+ Kg7 492.Qh5 Nh7 493.Qg4+ Kf7 494.Qd7+ Be7 495.
Qd5+ Kf8 496.Ne6+ Ke8 497.Qh5+ Kd7 498.Ng7 Nf6 499.Qf5+ Kc7 500.Qe5+ Kd7 501.
Qd4+ Kc7 502.Qe3 Nd5 503.Qe5+ Kc6 504.Nf5 Rb7 505.Qe4 Kc5 506.Qc2+ Kb6 507.
Qb3+ Kc6 508.Nd4+ Kc5 509.Qxb7 Kxd4 510.Kf2 Ke4 511.Qb1+ Kd4 512.Qg6 Bf6 513.
Kf3 Be7 514.Qg1+ Kc4 515.Qg4+ Kc5 516.Ke2 Nf6 517.Qf5+ Kd4 518.Qf4+ Kd5 519.
Kf3 Ke6 520.Qc4+ Kf5 521.Qa6 Nd7 522.Qd3+ Ke6 523.Qe3+ Kd6 524.Kf4 Nc5 525.Kf5 
Bf8 526.Qf3 Nd7 527.Qc3 Ke7 528.Qd4 Ke8 529.Ke6 Nc5+ 530.Kd5 Nd7 531.Kc6 Nb8+ 
532.Kb6 Nd7+ 533.Kc7 Nc5 534.Qc4 Be7 535.Qg8+ Bf8 536.Kc6 Na6 537.Qe6+ Be7 538.
Qc8+ Kf7 539.Qxa6 Ke6 540.Qd3 Bg5 541.Qe4+ Kf6 542.Kd6 Bd2 543.Qe5+ Kg6 544.
Ke6 Bg5 545.Qf5+ Kh5 546.Qf3+ Kh6 547.Qf7 Bh4 548.Kf5 Bd8 549.Qg6# 1-0
Позиция с максимальной длиной игры до мата среди всех 7-фигурных окончаний — 549 ходов. Превращение белой пешки в коня на 6-м ходу приводит к материалу КрФК-КрЛСК, в котором зафиксировано большое количество рекордов. 